# Піретрини

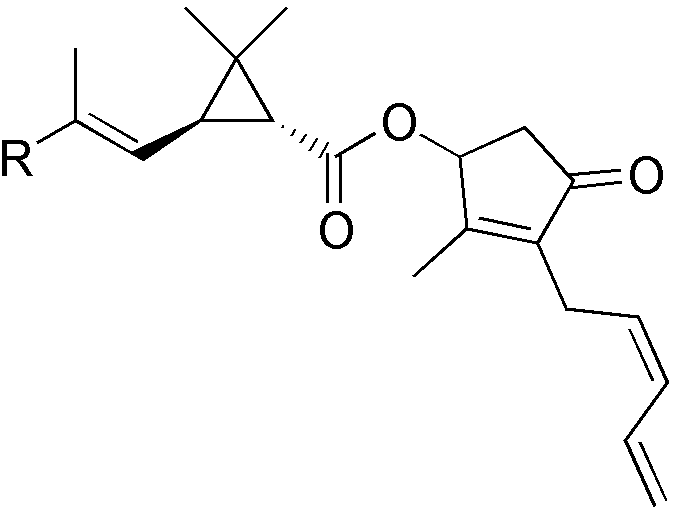

Піретрини - група природних інсектицидів, що містяться в квітках Пиретрума цинерариелистного (Pyrethrum cinerariifolium) трав сімейства.   [syn. Tanacetum cinerariifolium], (більш відомого під назвою «далматська ромашка», що культивувався, головним чином, у Кенії, Руанді, Танзанії та Еквадорі

## Будова
Хімічне вивчення інсектицидної активності піретруму було розпочато в 1908 році й незабаром було доведено наявність циклопропанового кільця в молекулах піретруму, які відповідають за інсектицидну дію, та встановлено структуру піретрину І та піретрину II .
Піретрини являють собою оптично активні висококиплячі рідини, розчинні у більшості органічних розчинників, практично не розчиняються у воді; легко окислюються на повітрі, особливо на світлі; гідролізуються лугами.
За хімічною природою піретрини складні ефіри загальної формули (1):
| Загальна формула | Піретрін   | R          | R'         |
| ---------------- | ---------- | ---------- | ---------- |
|                  | Піретрін I | -СН 3      | -СН = СН 2 |
| Цінерін I        | -СН 3      | -СН 3      |            |
| Жасмолін I       | -З 2 Н 5   | -СН 3      |            |
| Піретрин II      | -СООСН 3   | -СН = СН 2 |            |
| Цінерін II       | -СООСН 3   | -СН 3      |            |
| Жасмолін II      | -СООСН 3   | -З 2 Н 5   |            |

До складу природної суміші входять ефіри (+)-транс-хризантемової кислоти та циклічних кетоспиртів (піретролону, цинеролону, жасмолону) — піретрин I, жасмолін I, цинерин I, та ефіри (+)-транс-піретринової кислоти й тих же кетоспиртів - пірет II, цинерин II, жасмолін II. Піретрини І та ІІ становлять близько 70 %, цинерини I та II — 19-24 %, жасмолини I та II — 7-9 %. Однак співвідношення цих речовин може змінюватись в залежності від сорту ромашки, умов її вирощування та збору. Усі піретрини, що утворюються в рослинах, мають (1R, 3R, 4'S)-конфігурацію; розташування груп R та R' — відповідно E і Z.

## Механізм дії
Піретрини — інсектициди контактної дії. Найбільш сильний — піретрин I, який дуже швидко всмоктується в організм комахи і вражає нервову систему, порушуючи процес передачі нервових імпульсів за аксонами. Його дію доповнює піретрин II, що викликає майже миттєвий параліч комах (нокдаун-ефект).

## Застосування
Висушені квітки деяких видів ромашки використовувалися як інсектицид ще воїнами Олександра Македонського, потім у стародавньому Китаї і в середні віки в Персії. У Європі висушені та подрібнені суцвіття піретруму, що вбивають тарганів, клопів, мух та комарів, стали відомі понад 200 років тому завдяки торговцям з Вірменії, які продавали їх як перський порошок.англ. Persian dust). Далматська ромашка була введена в культуру в Японії, Бразилії та США. З 1890 року в Японії почалося виробництво москітних паличок, а згодом спіралей, які довго горіли та відлякували мошок. До 1938 року у світі виробляли близько 18 тисяч тонн сухих квіток на рік, їх близько 70 % у Японії. У 1930-х роках на основі вилучення піретринів органічними розчинниками з квіток ромашки було розпочато виробництво препаратів піретруму .
Раніше піретрини широко застосовувалися для боротьби з комахами, проте зараз вони практично повністю витіснені синтетичними піретроїдами, значно активнішими й більш стабільними, ніж природні піретрини: так, наприклад, синтетичний дельтаметрин активніше піретрину I в 900 разів.
Тим не менш, піретрини знаходять застосування в якості екологічно безпечних засобів для боротьби з ектопаразитами (педикульоз, коростяний кліщ, фтиріаз і т.п.), а також у виробництві протимоскітних тліючих спіралей.